# 持永義夫

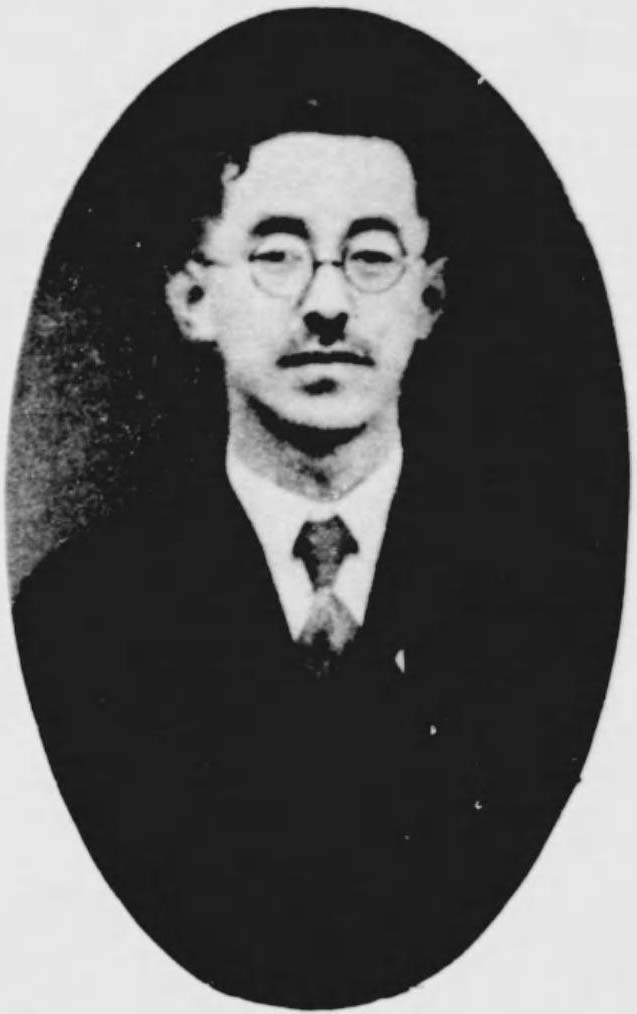
持永義夫（1935年）

持永 義夫（もちなが よしお、1893年6月4日 - 1979年8月31日）は、日本の内務・厚生官僚、政治家。県知事、北海道庁長官、衆議院議員。旧姓・小牧。子に衆議院議員の持永和見、自治事務次官の持永堯民。

## 経歴
宮崎県北諸県郡庄内村、現在の都城市出身。持永善一の養子となる。宮崎県師範学校から広島高等師範学校を経て、1921年、京都帝国大学法学部英法科を卒業。同年11月、高等試験行政科試験に合格し、内務省に入り衛生局属となる。以後、和歌山県西牟婁郡長、同県海草郡長、広島県理事官、社会局事務官、社会局社会部の福利課長・保護課長・庶務課長、厚生大臣官房会計課長、傷兵保護院業務局長などを歴任。
1939年7月、愛媛県知事に就任。1940年7月、厚生省労働局長となり、同勤労局長を経て、1943年7月、三重県知事に発令された。兵庫県知事を経て、1945年10月、北海道庁長官に就任。1946年1月まで在任し退官した。
その後、公職追放となる。弁護士となり、持永林産社長に就任。1952年10月、第25回衆議院議員総選挙で宮崎県第2区に自由党から出馬し当選。1953年4月の第26回総選挙でも当選し、連続2期務めた。1955年2月の第27回総選挙では落選した。この間、自由党政務調査会労働部長などを務めた。
1979年8月31日死去。享年86。

## 著作
- 藤野恵との共著『社会行政』常磐書房、1937年。

## 栄典
- 1940年（昭和15年）8月15日 - 紀元二千六百年祝典記念章[5]